# Serguéi Petrov (halterófilo)
Serguéi Vadímovich Petrov –en ruso, Сергей Вадимович Петров– (17 de febrero de 1994) es un deportista ruso que compite en halterofilia. Ganó dos medallas de plata en el Campeonato Europeo de Halterofilia, en los años 2015 y 2016.

## Palmarés internacional
| Campeonato Europeo | Campeonato Europeo | Campeonato Europeo | Campeonato Europeo |
| Año                | Lugar              | Medalla            | Categoría          |
| ------------------ | ------------------ | ------------------ | ------------------ |
| 2015               | Tiflis (Georgia)   | Medalla de plata   | 69 kg              |
| 2016               | Førde (Noruega)    | Medalla de plata   | 69 kg              |